# Castillo de Aracena
El castillo de Aracena se ubica en el municipio de Aracena, en la provincia de Huelva (Andalucía, España). Es bien de interés cultural, con categoría de monumento, desde 1949.

## Historia y descripción
La fortaleza se erigió en el siglo XIII, en la época islámica, sobre una antigua edificación fortificada musulmana. El recinto amurallado estaba partido en dos en su interior, con la torre de homenaje defendiendo la barrera que dividía su interior. En torno a éste se asentaba la población dando origen al actual paisaje urbano. Durante la Baja Edad Media y Edad Moderna, Aracena continuó creciendo desde el Cerro del Castillo hasta el valle, primero como tierra realenga dependiente de Sevilla y posteriormente como Señorío bajo la jurisdicción del Conde-duque de Olivares, en el siglo XVII, y más tarde, del Conde de Altamira, quien se tituló Príncipe de Aracena.
La fortaleza consta de alcazaba, con torre del alcaide, aljibe y murallas flanqueadas por torres, así como una línea de cerca que albergaba en su interior las viviendas medievales.

## Iglesia
Aracena fue cedida por la Corona de Castilla a la Orden del Temple. Dicha Orden mandó levantar la actual iglesia mudéjar que destaca por las esculturas de barro vidriado de Pedro Vázquez y que toma el nombre de la patrona de la localidad, Nuestra Señora del Mayor Dolor. Adosada a la Iglesia hay una torre mudéjar.
Es la iglesia más antigua y emblemática de Aracena. Consta de tres naves a igual altura con coro a los pies y presbiterio poligonal al que se adosa la torre en el lado del Evangelio. En el muro del hastiar aparece un porche, mientras el ábside se nos muestra interrumpido por un gran camarín barroco. En su interior destacan bóvedas nervadas de esquema estrellada.
La construcción del templo debió iniciarse a fines del siglo XIII. Las obras quedaron paralizadas a lo largo del siglo XIV, para reanudarse a principios del siglo XV, prolongándose durante toda esta centuria, en la que se aprecia claramente el influjo de la catedral de Sevilla. La tribuna del coro. La portada de los pies y la del lado norte son ya de un gótico tardío.